# 走為上
走為上（そういじょう）は兵法三十六計の最後の計。「走ぐるを上と為す」、万策尽きたときは逃げるのが最善の策である、という意味。南斉書の王敬則伝「敬則曰、『檀公三十六策、走是上計』」と「三十六計逃げるに如かず」の語源である。
計略の性質上、第二十一計の金蝉脱殻と重複する部分もある。

## 本文
将兵を全うしたまま強敵を回避する。これを咎なく（秩序立って）行えれば、失うものもなく、兵法の常道に適う。

## 概要
兵法三十六計のうち、自軍が不利である時に用いる「敗戦計」の最後に記されており、これが同時に三十六計のとどめでもあるため、「逃げるに如かず」と言い習わされている。
（勝ち目が全くないなら）全軍をあげて敵を避ける。勝利が不可能と認識したときに退却して損害を回避できるのは、指揮官が冷静な判断力を失わずにすんでいるからこそ可能なことである。
これまでに挙げた敗戦計がことごとく破られた状況においては、降伏してしまうか、停戦（和）を請うか、逃走するかである。降伏は、以後は敵の意のままにされてしまうので完全な敗北である。停戦は、交換条件を与えねばならないから半分敗北したことになる。しかし損害を回避して兵を退き、勢力を保ったならばそれはまだ敗北ではない。孫子の兵法にも「勝算が無い時は戦ってはならない」とある。
宋の檀公（檀道済）はこの戦術を多用した。敵軍が優勢または自軍が劣勢で覆し難いと見るや、素早く撤退して軍勢を温存し、敵側の北魏に脅威を与え続けたのである。このため「逃げるに如かず」と言われるようになった。
このように、ただ算を乱して遁走するのではなく、力を尽くして計を巡らすとも及ばなかった時には自軍の戦闘力を保ったたま「撤退」し仕切り直しせよ、というのが本計の極意であるが、現代日本では敵前逃亡や敗走を恥とするイメージが残っているため、「逃げるが勝ち」と共に非常に誤用されやすい語になっている。

## 事例
宋の畢再遇が率いる軍が金軍と対陣したが、金の兵員は日に日に増員されてゆき、戦を仕掛けられないほどの圧倒的な人数差となってしまった。畢再遇は退くことを決め、軍旗を陣地に残し、羊を吊し上げて足を太鼓の上に置かせ、羊が苦しんで足をばたつかせると太鼓が鳴るように細工した（懸羊撃鼓）上で、全軍を退却させた。金軍は太鼓の音がして旗がそのままであるため、宋軍の総撤退に数日間気づかず、気づいたときには宋軍ははるか彼方で態勢を立て直し、金軍の追撃による損失を抑えることができた（出典、戦略考）。
漢楚戦争の頃、劉邦は項羽に勝てなかった。項羽が個人の武勇も率いる兵も圧倒的に強かったためである。このため劉邦は城に籠って項羽を引きつけておいて、別働隊の韓信が諸国を平定する策を用いた。城を落とされそうになれば本拠地まで逃げ帰り、楚の後方で彭越にゲリラ活動をさせ、その対応のために項羽が戻れば進出して再び籠城し、ロクに戦わなかった。業を煮やした項羽が人質にしていた劉邦の父親劉太公を引き出し「劉邦よ、出てこないならば父親を煮殺すぞ」と言ったが、劉邦は「お前とはかつて義兄弟の契りを結んだから、お前にとっても父親になる。煮汁を一杯分けて貰いたいものだ」と返した。項羽が「天下が騒がしいのは、ひとえに我ら二人のためである。二人だけで決着を付けようではないか」と言ったのには、笑って「ワシは知恵では争うが、力では争わん」と流した。そうしている間に、韓信の征伐が成功。楚とのパワーバランスを逆転させて、その勢いで最後の1戦を勝利し項羽を自刎させた。
なお、「こちらが有利になるまでは相対せず戦力を保つために撤退せよ」という敵戦力への打撃が勝利となる海戦では陸戦と違い戦術の定石である。